# 363

363(삼백육십삼)은 362보다 크고 364보다 작은 자연수다.

## 수학
- 합성수로, 그 약수는 1, 3, 11, 33, 121, 363이다. 진약수의 합은 169이므로, 363은 부족수다.
- 회문수다.
- {\displaystyle 363=23+29+31+37+41+43+47+53+59}
  - 연속하는 소수(素數) 9개의 합으로 나타낼 수 있으며, 이 성질을 지닌 앞의 수는 323, 다음 수는 401이다.
- {\displaystyle 40^{10}-1}은 363으로 나누어떨어진다.

## 과학
- NGC 363(영어판): 고래자리 방향에 있는 렌즈형은하.

## 교통
- 국도 제363호선
  - 일본 363번 국도(일본어판): 아이치현 나고야시 메이토구에서 기후현 나카쓰가와시까지 이어지는 일본의 국도.
- 기타 도로
  - 363번 지방도: 경기도 고양시 덕양구 향동동에서 파주시 탄현면 낙하리까지 이어지는 대한민국의 지방도.
  - 현도 제363호선

## 군사
- U-363(영어판, 독일어판): 제2차 세계 대전에 사용된 나치 독일의 군용 잠수함.

## 문화유산
- 대한민국의 보물 제363호: 창원 봉림사지 진경대사탑비
- 대한민국의 사적 제363호: 남양주 광해군묘

## 기타
- 연도: 363년, 기원전 363년